# Megacyllene cleroides
Megacyllene cleroides är en skalbaggsart som först beskrevs av Julius Melzer 1931.  Megacyllene cleroides ingår i släktet Megacyllene och familjen långhorningar. Inga underarter finns listade i Catalogue of Life.